# Casa de la Vall
Casa de la Vall je zgodovinska hiša v Andorri la Vella, v Andori. V njej je sedež andorskega parlamenta. Leži jugozahodno od Andorske narodne knjižnice in je v registru andorske kulturne dediščine.
Leta 1580 jo je kot dvorec in obrambni stolp zgradila družina Busquets. Od leta 1702 jo upravlja andorski parlament.
Stavba ima dve nadstropji, ki sta pravokotne oblike, v kotu pa stoji stolp. V vrtovih stavbe se nahaja skulptura Francesca Viladomata, La Dense.
V pritličju je sodna uprava s sodiščem. V prvem nadstropju, ki je bilo tudi glavno nadstropje, kjer so živeli prvi lastniki, se nahaja dvorana parlamenta, kapela posvečena sv. Ermengolu in ''omara sedmih ključev'', kjer so shranjeni dokumenti kot sta Manual Digest in Politar Andorrà. Omara ima ključavnico vsake župnije v Andori. V drugem nadstropju je bil do 90. let Andorski poštni muzej, kateri se je prestavil zaradi potreb parlamenta leta 1993.
Na vratih vhoda v hišo se nahaja grb družine Busquets in grb Andore.